# Otto Regenbogen
Otto Regenbogen (Neumarkt in Schlesien, 14 de febrero de 1891 - Heidelberg, 8 de noviembre de 1966) fue un importante filólogo clásico alemán. 

## Trayectoria
El futuro filólogo era hijo de un veterinario homónimo, Otto Regenbogen (1854–1925), que fue profesor en Berlín. 
En esta ciudad, Otto Regenbogen hijo inició sus estudios; concretamente, en el Berliner Friedrichs-Gymnasium. Acabada la licenciatura, fue profesor de filología clásica en Heidelberg desde 1925, y tuvo un gran número de alumnos. Su carrera se interrumpió al ser expulsado de su cátedra por los nazis, dadas las raíces judías de su esposa. 
Tras la Segunda Guerra fue reincorporado a la Universidad Heidelberg, y prosiguió su trabajo como filólogo clásico hasta el año 1959, cuando fue nombrado profesor emérito. 
Estudió las ciencias naturales y la Medicina de la Antigüedad, las Tragedias de Séneca, la obra de Lucrecio, así como aspectos literarios de Homero, Esquilo, y Platón. 
Entre sus alumnos se cuentan Hermann Gundert, Hans Oppermann, Viktor Pöschl, Paul Händel, Alexander Kleinlogel, Christoff Neumeister, Gert Preiser y Emilio Lledó.

## Obras
- Eine Forschungsmethode antiker Naturwissenschaft (1930)
- Lukrez, seine Gestalt in seinen Gedichten (1932)
- Schmerz und Tod in den Tragödien Senecas (1930)
- Seneca als Denker römischer Willenshaltung (1936)
- Theophrastos von Eresos en el Pauly-Wissowa. Realencyclopädie der classischen Altertumswissenschaft, 1940. Hizo para el famoso Pauly-Wissowa otros artículos: Pamphila, Pausanias, Pinax.
- Politische Reden, Leipzig, 1949, de Tucídides.
- Kleine Schriften, Múnich, 1961, volumen que recoge, entre otras cosas, sus textos sobre Platón.

## Enlaces
- Seminario de Filología clásica en Heidelberg con Foto de Otto Regenbogen
- Berliner Akademie, con Foto

- Datos: Q74573